# حملة أندلسيا
حملة أندلسيا هي مجموعة من العمليات العسكرية التي جرت في أندلسيا بين المتمردين والقوات الجمهورية، خلال الأشهر الأولى من الحرب الأهلية الإسبانية.
نجح الانقلاب العسكري في الانتصار في العديد من عواصم المقاطعات الأندلسية - إشبيلية وقرطبة وغرناطة وقادس - لكن ظلت معظم الأراضي موالية للجمهورية. فوصول تعزيزات قوية من جيش إسبانيا الأفريقي وضعف القوات الجمهورية سهل للمتمردين بالسيطرة على معظم غرب الأندلس، وتوحيد المناطق الحضرية الرئيسية التي سيطروا عليها فيما بينهم. ومع ذلك، توجه الجزء الأكبر من القوات المتمردة نحو إكستريمادورا والمنطقة الوسطى من شبه الجزيرة، وبالتالي فقد استقرت الجبهة الأندلسية حتى نهاية الحرب.

## البداية
بعد ظهر يوم 17 يوليو تمردت حامية مليلية العسكرية بصورة مفاجئة. وتمردت معها حاميات أخرى في المحمية المغربية، وفي اليوم التالي ثارت حامية جزر الكناري بقيادة الجنرال فرانسيسكو فرانكو. بنفس اليوم انتقلت الانتفاضة إلى شبه الجزيرة الأيبيرية. في الساعة الثانية بعد ظهر 18 يوليو، ثار جزء من حامية إشبيلية ضد الحكومة. فاعتقل الجنرال كويبو دي لانو القائد الرئيسي للمؤامرة في الأندلس، قادة الفرقة المركزية الثانية وسيطر على القيادة. وقد واجه مقاومة شعبية قوية في أجزاء مختلفة من المدينة، إلا أنه تمكن من السيطرة على مركز إشبيلية الحضري ومطار طبلادة. وبعدها أعطى أوامره لباقي حاميات الأندلس المتبقية بالتمرد، دون الانتظار حتى يوم 19 يوليو كما هو مخطط في خطة الجنرال مولا. وبعدها بساعات ثار العقيد سيرياكو كاسكاجو فوج المدفعية وأعلن التمرد في مدينة قرطبة، وتمكن من السيطرة على المدينة. ودعمت حاميات قادس وشريش والجزيرة الخضراء ومالقة نداءه. إلا أن التمرد فشل في عاصمة مالقة فشلاً ذريعاً، مما تركها تحت سيطرة الحكومة؛ على العكس من ذلك، أعطى انتصار التمرد في مقاطعة قادس بعض الفرص الحاسمة لبعض وحدات الجيش الأفريقي لعبور مضيق جبل طارق.
وأخيرا ثارت حامية غرناطة بعد ظهر يوم 20 يوليو، وتمكنت من السيطرة الكاملة على المدينة خلال أيام فقط، بعد اخضاع المقاومة الشعبية بالقوة. ولكن بقيت ولبة وجيان وألمرية مخلصة للسلطات الجمهورية، على الرغم من محاولة تمرد فاشلة في ألمرية

## تسلسل العمليات

### إشبيلية قاعدة العمليات
تمكنت قوات المتمردين من تأمين السيطرة على إشبيلية بعد ظهر يوم 22 يوليو. مما سمح لها بالهيمنة على قاعدة عمليات مهمة جدًا في جنوب إسبانيا، بالإضافة إلى مركز مهم للوجستيات والاتصالات. فمن إشبيلية بدأ إرسال حملات مختلفة إلى المدن المحيطة من أجل ضمان السيطرة على عاصمة المقاطعة. في 19 يوليو تمكنوا من غزو دوس إيرماناس. وبعدها بيومين تمكنت المليشيات الأناركية من هزيمة طابور من النظاميين في قرمونة، على الرغم من أن تلك البلدة قد سقطت في اليوم التالي بعد تعرضها لنيران مدفعية شديدة. وكانت تلك التحركات العسكرية مهمة، فقد أضحى بعد احتلال دوس إيرماناس تأمين الاتصالات من إشبيلية إلى قادس، في حين ثبتت قرمونة الاتصالات مع قرطبة. وبتاريخ 22 يوليو سقطت الأرحال بيد المتمردين، وأعدموا فيها مابين 146 و 1600 شخص. وفي 7 أغسطس غادر إشبيلية طابور عسكري للاستيلاء على لورة، التي سقطت في اليوم التالي بعد قصف مدفعي وجوي سريع. وانتقاما لعمليات القتل الذي قام به بعض اليساريين عند اندلاع الحرب، قام الجيش بقمع شديد: فقد أعدم ما بين 600 و 1000 شخص، وأحيانًا أعدمت عائلات بأكملها.
غادر إشبيلية طابور بقيادة المقدم كاستيخون شرقاً، وفي سلسلة من الغارات تمكنت قواته من غزو ألكالا دي غوادايرا ولا بويبلا دي كازالا ومورور وإستجة وأشونة وإستبة ولا رودا دي أندلوسيا. كان الاستيلاء على ألكالا دي غوادايرا مهمًا بسبب إنتاج المخابز الوفير. وفي عملية أخرى في يوم 26 يوليو، استولت قوات كاستيون على بلدة لا بالما ديل كوندادو في مقاطعة ولبة بعد قصف سريع.
ومن ولبة، جهزت حكومة الجمهورية طابورًامن عمال المناجم والحرس المدني بهدف إخماد تمرد إشبيلية. غادر العمود ولبة وكان يجمع المتطوعين في طريقه إلى العاصمة إشبيلية. كانت الخطة أن ينضم عمال المناجم من لا بالما ديل كوندادو إلى الحرس المدني والاقتحام المرسلين من ولبة لدخول العاصمة إشبيلية. ولكن انضم رئيس الحرس إلى المتمردين، ثم نصب كميناً في الصباح التالي لعمال المناجم في بانيوليتا بالقرب من إشبيلية، فتراجع طابور العمال. وبعدها قام المتمردون بتنظيم طابور بقيادة قائد الطيارين رامون دي كارانزا، وسقطت ولبة سريعا في يوم 29 يوليو. دخل المتمردون بقيادة كارانزا المدينة بعد أن اكتشفوا أن العديد من قيادات حكومة الجمهورية قد فرت عن طريق البحر. وبسبب ذلك وقع أغلب الناس الذين ذهبوا إلى الحدود البرتغالية بيد الطوابير المتمردة. وبالتالي أنطلق المتمردون داخل منطقة التعدين في تاريسيس-ريوتينتو ذات الأهمية إستراتيجية كبيرة. وظلت بقية المقاطعة بيد الجمهوريين حتى نهاية أغسطس. وكانت المقاومة في مناطق التعدين شديدة للغاية، على الرغم من النقص العسكري الشديد الذي وجدت الميليشيات نفسها فيه.
في قادس، سيطر المتمردون على قادس وقاعدتها البحرية والجزيرة الخضراء وشريش ومدن مهمة أخرى من الأيام الأولى. كانت هناك مراكز مقاومة مهمة في أماكن مثل سان فرناندو أو لا يينا دي لا كونسيبسيون، فكان من الضروري إرسال طابور من النظاميين. أدى وصول التعزيزات من الجيش الأفريقي وتشكيل المليشيات المحلية إلى ضمان السيطرة على بقية مقاطعة قادس بحلول نهاية أغسطس. في الواقع كانت معظم المدن أو البلدات في قادس تحت سيطرة المتمردين بحلول 18 أغسطس. كان القمع في المقاطعة عنيفا جدا: فكانت هناك عمليات إعدام في جميع المدن تقريبًا.

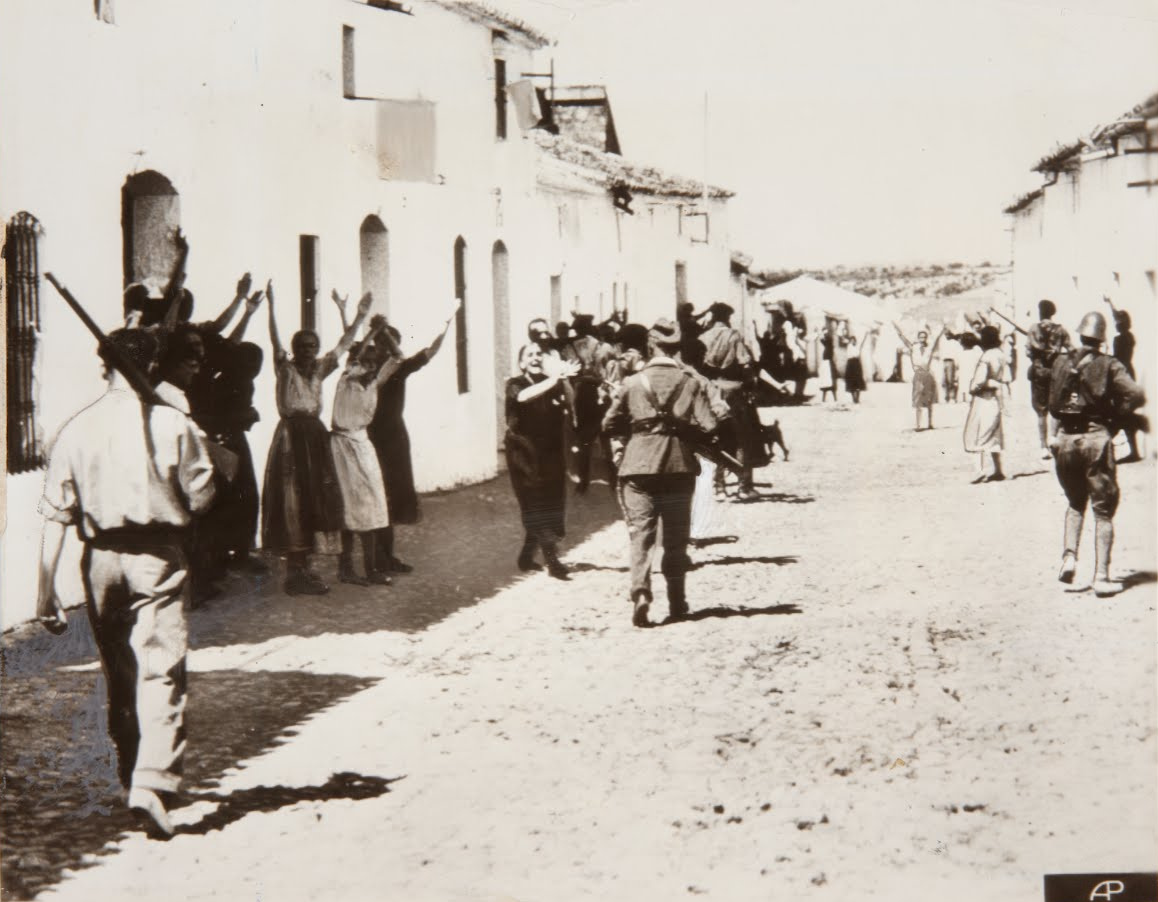
نساء قسطنطينة يتوسلن الرحمة من المتمردين (1936).

بدأت ألمانيا النازية وإيطاليا الفاشية منذ أواخر يوليو بتقديم طائرات نقل لنقل المتمردين من قوات الجيش الأفريقي إلى شبه الجزيرة الأيبيرية. فتمكن الجسر الجوي بين 29 يوليو و 5 أغسطس من نقل حوالي 1500 جندي مغربي. وبعدها قام يوميا بنقل 500 جندي جواً إلى شبه الجزيرة. بالإضافة إلى ذلك تمكنت قافلة متمردين من عبور مضيق جبل طارق ونقل 3000 جندي مغربي آخر إلى شبه الجزيرة على طول مع كل معداتها يوم 5 أغسطس. فتمكنت تلك القوات من تنظيم طابور عسكري قوي غادر إشبيلية في 2 أغسطس متوجها نحو إكستريمادورا، بقيادة المقدم خوان ياغوي. وفي طريقهم تمكنوا من غزو بعض المدن الجبلية، مثل كازالا وقسطنطينة التي استولوا عليها يوم 9 أغسطس، وبعد ذلك بدأت القوات المتمردة بقمعها الوحشي مما أدى إلى مقتل حوالي 990 شخصًا.
تمكنت التطورات السريعة للارتال الانقلابية من سيطرتها الفعلية في نهاية يوليو على مساحة واسعة امتدت من حدود البرتغال إلى ولبة وإشبيلية، ومن هناك إلى الجزيرة الخضراء. مكن هذا من ارتباط المتمردين مع بعض متمردي الثكنات في الأندلس، مما شكل رأس جسر بحري [الإنجليزية] مهم في الإقليم الجنوبي لإسبانيا.

### جبهة غرناطة
بحلول 25 يوليو انتصر التمرد في غرناطة والمدن المحيطة بها، ولكن المدينة أضحت معزولة في وسط المنطقة الجمهورية، فمعظم مدن المقاطعة ظلت مخلصة للجمهورية. أصبحت هذه العزلة أكثر وضوحًا بعد فشل التمرد العسكري في ملقة، التي اختارت أخيرًا الجمهورية. وخلال الأيام الأولى من الحرب، كان خط الجبهة يمر عبر غويخار سييرا وجبل الثلج وأورخيفا ولا مالاء وسانتا في ولاتشار وإيورا وكوغويوس فيغا وأويتور سانتيان وبيز ودودار وكينتار. وفي بعض النقاط كان الجمهوريون على بعد ثمانية كيلومترات فقط عن مركز المدينة. وفي العاصمة غرناطة لم يكن لدى المتمردين عدد كبير من القوات، فلا يزال هناك العديد من المؤيدين أو المتعاطفين المحتملين مع الجمهورية داخل المدينة. وفي الضواحي، أصبحت مدينة فيثنار نقطة إستراتيجية مهمة للمتمردين حيث يمكن من هناك اعتراض أي هجوم محتمل للجمهوريين على غرناطة، وخاصة من المواقع الجبلية التي كانت القوات الجمهورية توجد شمال المدينة. خلال ذلك، أبقى الجمهوريون هذه المواقع تحت سيطرتهم، وهي لم تخضع لأي تغيير كبير. على الرغم من قربها من جبهة الحرب، اشتهرت فيثنار أيضًا بكونها مكانًا يقوم فيه المتمردون بإعدام العديد من ضحاياهم.
خلال الأيام الأولى نفذت القوات الحكومية عدة عمليات قصف جوي على المدينة. وحاول طابور من رجال الميليشيات في 30 يوليو استعادتها بالهجوم من قطاع أويتور سانتيان، ولكن المتمردون استطاعوا صدهم وتكبيدهم خسائر جسيمة في السلاح والأرواح. وكانت تلك المحاولة الوحيدة للجمهورية لاستعادة المدينة وانتهت عزلة المدينة بعدما تمكنت القوات الأفريقية بقيادة الجنرال فاريلا في منتصف أغسطس من توحيد غرناطة مع بقية المنطقة الثائرة. بالإضافة إلى تلقي التعزيزات عن طريق الجو في أوائل أغسطس.

### جبهة قرطبة
لا يزال جزء مهم من مقاطعة قرطبة مواليًا للجمهورية بعد سقوط العاصمة قرطبة بيد المتمردين. وقد سقطت العديد من البلدات في البداية بيد المتمردين، ولكن بدءًا من 21 يوليو عاد العديد منها إلى سيطرة الحكومة: وفي نفس اليوم سقطت نيوفا كارتيا وسانتا يوفيميا وبيدرو آباد. وفي اليوم التالي سيطر فلاحو إسبيخو وكاسترو ديل ريو على بلداتهم وذبحوا اليمينيين فيها؛ كما سقطت مونتورو وفيلافرانكا دي قرطبة؛ وفي يوم 23 يوليو عادت بوساداس وقنطرة شنيل إلى سيطرة الجمهورية بعد قتال قوي. ومع ذلك ظلت العديد من البلدات في الإقليم تحت سيطرة المتمردين. وفي عاصمة المقاطعة، كانت الحامية صغيرة جدًا ولم تحصل على دعم قوي من قوات المتمردين الأخرى.
في مركز حوض التعدين في شمال المقاطعة، حيث كان مخططا لعقد مؤتمر نقابي في بينيارويا-بويبلونويفو وكان هناك عدد كبير من قادة نقابات التعدين هناك. تم تعليق المؤتمر، ولكن أضحت بينيارويا في وسط عمليات شمال المحافظة وميليشيات التعدين. على الرغم ماكان مخططا له إلا أن الحرس المدني في المنطقة لم ينضم إلى المتمردين. وقد جرت محاولات للزحف من بينيارويا لاستعادة عاصمة المقاطعة، بالرغم من أن المحاولات لم تنجح، إلا أنها كانت أكثر تركيزًا على استعادة المدن المجاورة التي تمردت مثل فيلافيسيوسا. شكلت لجنة الدفاع المحلية «الكتيبة الرهيبة»، على الرغم من أن الأمر استغرق وقتًا طويلاً قبل أن يتم تنظيمها بالكامل وقادرة على العمل على الجبهة. وذهب النائب إدواردو بلانكو أحد القادة الجمهوريين في شمال المقاطعة، إلى مدريد في محاولة للحصول على أسلحة وذخيرة.
في 1 أغسطس تقدم طابور من إشبيلية بقيادة المقدم كاستيخون متوجهًا نحو قنطرة شنيل، حيث تمكن من الاستيلاء عليها دون صعوبة كبيرة على الرغم من مقاومة الأهالي القوية. ثم قام بقمع البلدة قمعًا شديدًا بسبب العنف الذي أحدثته القوات اليسارية بعد استعادتهم البلدة قبل أسبوع: ففي اليوم الأول فقط: أعدم 501 شخصًا. وحدث شيء مشابه في بيانة، فبعد أن سيطرت عليها لجنة فوضوية في البداية، قام طابور بقيادة دي بورواغا باستعادتها يوم 28 بالقتل والتدمير.

### هجوم فاريلا
بعد جمع ما يكفي من القوات الإفريقية، شن الجنرال خوسيه إنريكي فاريلا أوائل أغسطس هجومًا بقصد ربط إشبيلية وقادس وقرطبة وغرناطة. فسار على رأس طابور مغربي من حوالي 400 جندي، قاطعا أندلسيا نحو غرناطة. فسقطت أنتقيرة يوم 12 أغسطس تلتها لوشة وأرشذونة. وفي أواسط الشهر تمكنت قوات فاريلا من وقف التهديدات على غرناطة عندما ربطت المدينة مع بقية المنطقة المتمردة. مما يعني العزلة الجغرافية لمقاطعة مالقة. إلا أن قوات فاريلا لم تتجه نحو العاصمة مالقة بل ذهبت إلى قرطبة لتعزيز حاميتها المحلية.هذا يعني أن فاريلا تمكن من قيادة الطوابير المتمردة الموجودة في مقاطعة قرطبة. وفي طريقه إلى العاصمة قرطبة دخل بلدة كاسترو ديل ريو بعد التغلب على الميليشيات المحلية. واستمرت عمليات الطابور خلال شهري أغسطس وسبتمبر، حيث شاركت قواته في جهود القمع. وفي أوائل سبتمبر عادت قواته إلى الجنوب، نحو مقاطعة مالقة. فسقطت روندا يوم 16 سبتمبر، مما تسبب في هروب هائل للمدنيين إلى ملقة. تمكنت القوات المغربية من منع رجال المليشيات من تفجير ماسمى الجسر الجديد (Puente Nuevo).
وخلال تقدمهم أعاد المتمردون تنظيم الشرطة وخدمات السجون في المناطق المحتلة. وفي مناطق أخرى، تم تشكيل «شرطة متطوعين» من ملاك الأراضي والمسؤولين لتولي مهام المراقبة والقمع في السجون السرية، بإشراف العقيد خوان سيغوي وتولى رئاستها مصارع الثيران خوسيه غارسيا كارانزا «الغابينو»؛ حيث كانت له مشاركة بارزة بالقمع في السجون السرية، بمساعدة جنود فاريلا.

### رد الجمهوريين: طابور مياخا
تنبهت حكومة الجمهورية أنها لم تقم بتجهيز قوات عسكرية في أندلسيا، فقامت بإرسال رتل نحو الجنوب بقيادة الجنرال خوسيه مياخا، فتلقى الامداد من القوات العسكرية من كاستيلون وألكوي وأليكانتي ومرسية وكارتاخينا. اتحدت تلك القوات في الباسيتي وسارت خلال مقاطعة سيوداد ريال وخاين وقرطبة، تجمع المتطوعين من الميليشيات. وكان تقدم قوات مياخا بطيئًا جدًا. وفي 28 يوليو وصل الطابور إلى مونتورو، حيث أوقف تقدمه. على الرغم من تفوقه العسكري، إلا انه لم يشن أي هجوم على قرطبة، وكرس نفسه أكثر لتنفيذ عمليات تكتيكية صغيرة في منطقة البطروج، حيث استعادت القوات الجمهورية أداموز (10 أغسطس) وبلالكزار (14 أغسطس) وفيلانيوفا ديل دوكوي وهينوخوسا ديل دوكوي وبوزوبلانكو(15 أغسطس).
في 20 أغسطس شن مياخا هجوما على قرطبة. إذا كانت حامية المدينة ضعيفة جدًا في البداية، لكنها تمكنت مع الوقت من تعزيز نفسها بما يكفي لتحمل هجوم قوي.عززت قوات الجنرال فاريلا مواقعها في ألكوليا، والتي كانت نقطة حرجة خلال الهجوم. تمكنت الأرتال الحكومية، وخاصة الطابور الذي قاده بيريز سالاس من الاقتراب من محيط المدينة، لكنها لم تتمكن من اختراقها. حيث قضت الطائرات من مطار طبلدة على عمود بيريز سالاس عندما كان على بعد ثمانية كيلومترات من وسط المدينة. فتوقف الهجوم في 22 أغسطس. وبعدها بوقت قصير هاجمت وحدات المتمردين البلدات الواقعة حول قرطبة واستولت عليها. واستولوا على العديد من البلدات وجرى قمع عنيف على الأهالي. فمثلا اغتال مالك أرض محلي 300 من المتعاطفين مع الجمهوريين في بالما ديل ريو. ثم غزت قوات فاريلا بلدة سيرو موريانو في 6 سبتمبر بعد هجوم دموي للقوات المغربية. فانسحبت القوات الجمهورية وهي محطمة للغاية إلى مونتورو. هذا الفشل أزال التهديد المحيط بالعاصمة قرطبة، ولم تشرع القوات الجمهورية بعدها بأي هجوم جديد.
فشل الجمهوريون في استعادة السيطرة على غرب الأندلس على الرغم من الإمدادات العسكرية إلى رتل مياخا.

### معارك بينيارويا
بدأت القوات المتمردة في منتصف أكتوبر هجومًا جديدًا شمال مقاطعة قرطبة. فتشكلت عدة طوابير. فهاجم طابور تحت قيادة ألفاريز رمنتيريا من فرنجولش، بينما هاجم عمود ساينز دي بورواغا من الفخار [الإسبانية]؛ وغادر طابورين آخرين من شمال مقاطعة إشبيلية نحو فوينتي أوبيخونا. كان الهدف هو الاقتراب من بينيارويا وغزوها لضمان السيطرة على حوض التعدين.
لم تتمكن الميليشيات الجمهورية في المنطقة من إيقاف التقدم، مما تسبب في هروب هائل للمدنيين إلى بوزوبلانكو وفيلانيوفا دي قرطبة وبورتولانو. في ليلة 12 إلى 13 أكتوبر جرى إخلاء بينيارويا-بويبلونييفو. قررت السلطات المحلية للجبهة الشعبية أن المناجم والمصانع المحلية لم يتم تدميرها. سقطت بينيارويا أخيراً بيد المتمردين في 14 أكتوبر، وبعدها بيومين زارها كويبو دي يانو بنفسه، فألقى كلمة من شرفة بلدية المدينة. وبذا سيطر المتمردون على حوض التعدين المهم في شمال المقاطعة. ومع أن مديري جمعية بينيارويا للتعدين والفلزات (SMMP) كانوا متعاطفين مع المتمردين، ولكن ليسوا جميعا كانوا فرحين بالغزاة: فقد فر معظم العمال والفنيين من بينيارويا وأضحت الشركة مؤقتًا بدون موظفين مؤهلين.
وكان هذا آخر هجوم كبير قبل معركة مدريد.

## النتائج
بدأ تقدم المتمردين في خريف 1936 بالتحوَّل في الأندلس، معززين ثورتهم. فشكلت إشبيلية قاعدة مهمة للعمليات التي بدأت منها العديد من هجمات المتمردين: ولبة ومنطقة روندا الجبلية والوادي الكبير وإكستريمادورا ومدريد. في ذلك الوقت تمكن المتمردون من السيطرة على مقاطعات قادس وولبة وإشبيلية، وكذلك جزء من مقاطعات قرطبة وغرناطة والطرف الشمالي لمقاطعة مالقة. بالإضافة إلى ذلك كان لدى المتمردين مركز لوجستي وصناعي وعسكري مهم في إشبيلية وموانئ الجزيرة الخضراء وقادس وولبة وإشبيلية - بالإضافة إلى قاعدة سان فرناندو البحرية - وأحواض التعدين المهمة في ثارسيس-ريوتنتو وبينيارويا-بويبلونييفو. وفي إشبيلية كان لدى المتمردين الأسلحة العسكرية المهمة، بينما سيطروا على مصنع البارود والمتفجرات من الفارغ الذي كان أكبر مصنع متفجرات في الأندلس.
ولكن بقي معظم شرق الأندلس وجزء من مقاطعة قرطبة ومقاطعة مالقة بأكملها تقريبًا، تحت السيطرة الحكومة. في مالقة كان لدى الجمهوريين ميناء مهم. ومع ذلك فقد عزلت مالقة وإقليمها عن المنطقة الجمهورية. تم تعيين الجنرال غونزالو كيبو ديانو قائدًا لجيش الجنوب وأصبح أحد القادة الرئيسيين للمنطقة المتمردة. في الواقع انتهى به المطاف إلى أن يصبح حاكم الأندلس، بالنظر إلى السلطات التي يمتلكها والاستقلالية الواسعة التي أدار بها مقاطعات الأندلس.
كان الجزء الأكبر من العمليات العسكرية في خريف 1936 تدور حول عاصمة إسبانيا، حيث كانت معركة كبيرة على وشك الحدوث. على عكس وضع الصيف السابق، أصبحت الأندلس جبهة ثانوية مع أنها استمرت في لعب دور قيادي محدد. داخل المنطقة الجمهورية قاومت مجموعة من الحرس المدني وعائلاتهم المحاصرة في ملجأ بالقرب من أندوجار. وحتى نهاية العام لم يطلق كويبو ديانو سوى هجومًا محدودًا في قطاع قرطبة لمحاولة التواصل مع خاين وتحرير حصار أندوخار، على الرغم من أن هجومه لم يحقق الأهداف.

### ملاحظة
1. ↑  قبلها، نفذت ميليشيات الجبهة الشعبية بعد الانتفاضة 92 جريمة قتل.[35]
2. ↑  بعدها بوقت قصير، عُزِل مياخا وعين على رأس حكومة فالنسيا العسكرية.[68]
3. ↑  باستثناء العمليات العسكرية في أستورياس وتمزق حصار أوفييدو أمام قوات التمرد، في 17 أكتوبر.[73]
4. ↑  بعد عام من بداية الحرب ، شهدت مقاطعة إشبيلية أعلى نمو صناعي في إسبانيا في ذلك العام وأصبحت أيضًا مقرًا للعديد من الشركات الأجنبية.[75] كما جعل كيبو ديانو إشبيلية مركزًا للألعاب النارية، والتي خلال سنة زادت بقوة من إنتاج الأسلحة.[76]
5. ↑  كان الاتصال الوحيد بين مالقة وبقية إسبانيا الجمهورية هو طريق مالقة-ألمرية السريع، الذي يمكن مهاجمته وقصفه من البحر.[77]